# Bogumił Bernaś
Bogumił Kazimierz Bernaś – polski ekonomista, profesor nauk ekonomicznych.

## Życiorys
W 1973 r. obronił pracę doktorską, w 1984 r. habilitował się. W 1991 r. uzyskał tytuł profesora nauk ekonomicznych. Pracował na Uniwersytecie Ekonomicznym we Wrocławiu, w Wyższej Szkole Bankowej we Wrocławiu, oraz w Wyższej Szkole Zarządzania i Finansów we Wrocławiu.